# 帝國聯邦

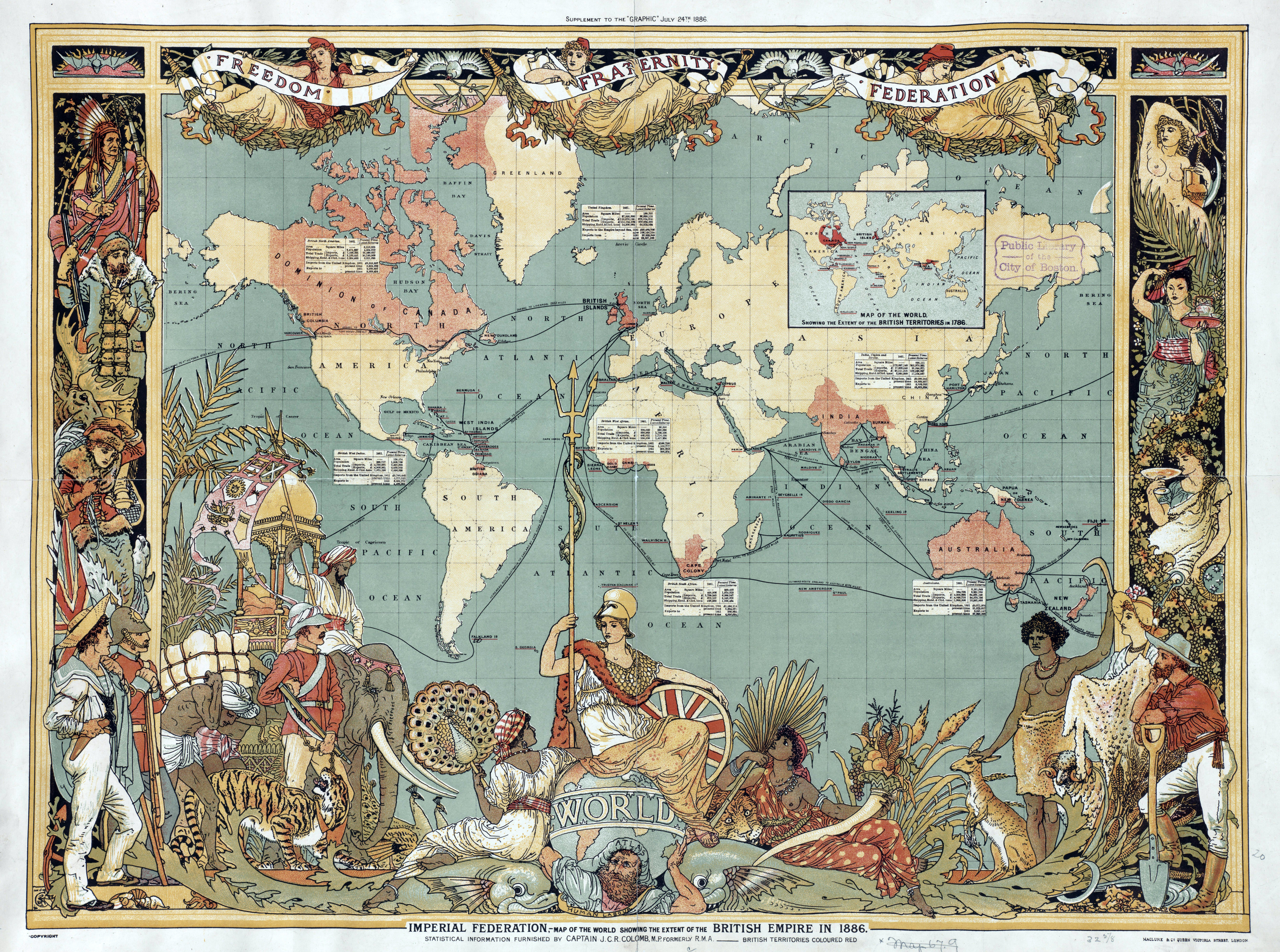
大英帝国全图，展示了大英帝国在1886年世界範圍内的殖民地，領土與自治領（瓜分非洲前）

帝國联邦为一系列在19世纪晚期至20世纪早期被提出，关于改造大英帝国體制的政治构想。该政治构想认为需要建立一个新的联邦制度政治实体来取代当时由英国统治殖民地与自治领为体制的大英帝国；尽管该构想并未实现，但其在澳大利亚，加拿大，新西兰等殖民地及自治领曾受到广泛欢迎。帝国联邦的政治构想为帝国联合主义者所推崇，其中较为知名者如殖民地大臣约瑟夫·张伯伦，其认为帝国联邦或成为大英帝国继续统治爱尔兰的另一个方案，以取代由威廉·格萊斯頓设计的自治制度。
历史上曾有多个关于帝国联邦的政治提案出现，但均未在英国本土的政治上占据主流。帝国联邦的主要游说组织——帝国联邦同盟认为大英帝国应当促进 “帝国国防” 即将整个大英帝国视为一国建设其国防力量，并促进帝国内的贸易与经济活动；但该组织在1893年分裂成为两个派系并逐渐丧失其影响力。在关于帝国联邦众多政治提案中，大部分提案认为大英帝国应当成为一个统一的主权国家并在伦敦建立帝国议会，帝国议会应当管辖所有帝国内的贸易，并负责外交，国防以及其他会影响整个联邦的事务。新的帝国议会将直接统治英属印度，而已有的自治领（即当时的澳大利亚联邦，加拿大自治领，新西兰，纽芬兰自治领及南非联邦）将拥有帝国内部的自治政府，爱尔兰自由邦亦将拥有自治政府，由此可减少其对英国统治制度的反感。

## 起因
19世纪末，大英帝国已统治世界约五分之一的土地及人口，业已成为历史上面积最大的帝国。曾任大英帝国殖民地事务大臣的阿尔弗雷德·米尔纳认为：“帝国之潜力无可否认，但其国力以及潜力被认为受制于政治与宪法层面的未被统一，尤其在并无统一政策，统一的中央目标，没有 ‘永久将其固之的力量（英语：Permanent binding force）’（即统一的宪法） 方面，令其潜力与国力受之浪费”。 
19世纪80年代，大英帝国已坐拥数量庞大的殖民地，并已建成部分拥有自治政府的自治领（如加拿大，纽芬兰，澳大利亚，新西兰及南非），但大部分仍然由殖民政府所统治（如印度，香港，英属西印度群岛，斐济等）。帝国的未来并不明朗，因其并未阐明是是否所有殖民地最终都将会获得自治权或将由英国永远统治下去；对于当时的英国，倘若所有殖民地最终都拥有主权并实现自治，大英帝国的利益将难以在其殖民地继续维持。因此在已有大英帝国的基础上创建帝国联邦成为一个广受帝国主义者及殖民主义者所欢迎的提议。尽管构想从未被计划性的提出，但综合的提议是要建立一个统一的，以大英帝国的所有殖民地作为其成员的联邦制国家。帝国联邦将会拥有一个以西敏制为体制的共同议会并使其运营这个超级国家，基于此制度，帝国联邦的统一将由一个民选政府所保障。殖民地及自治领将会获得影响力的提升而英国亦可通过联邦为帝国国防分担开支，以结合大国体制与小国体制两种体制间的最优特征。帝国联邦的制度将成为爱尔兰自由邦统治问题的解决方案，亦可以应用于英格兰，苏格兰及威尔士，北爱尔兰等联合王国构成国分裂主义的方案，这些地区将拥有自己的西敏制议会。
帝国联邦的支持者认为帝国联邦为联合王国（即英国）提供了第二种可能的未来，即大英帝国的统一及英国重要地位的长期存在；以此摆脱大英帝国的解体以及英国目前国际地位的锐减，令其最终沦为二等国家。其支持者就地缘政治学层面上认为联邦的跨度与体量过于庞大的论述也作出回应，认为科学的进步将解决目前的困境，英国教育家艾華·艾利斯·莫利斯在其1885年的课程中论述道：“ 如今从伦敦到墨尔本一如在1707年联合法案的时代从奥克尼（位于苏格兰北方的群岛）到达伦敦，或如1869年前从旧金山到达华盛顿特区之简单。”

## 帝国联邦运动
帝国联邦同盟最早于1884年在伦敦创立，并随后将其组织扩展至加拿大，澳大利亚，新西兰，巴巴多斯及英属圭亚那。尽管由帝国联邦同盟主导的关于帝国联邦的政治提案大多由保守党提出，但该构想在自由党帝国主义者（新帝国主义的拥护者）中也广受欢迎，其中较为有名者如英国工业家威廉·爱德华·福斯特；受查尔斯·戴里克及約翰·羅伯特·西利的影响，因构想本身所提出的，以大不列颠为中心，环绕自治的殖民地与自治领的理念，帝国联邦运动同时也成为英国种族民族主义的重要一环。同盟最终在1893年，因对联邦的核心职能为国防还是贸易无法达成共识，最终解散。
加拿大自治领的帝国联邦运动支持者被称作 “加拿大帝国主义者（英文：Canadian Imperialists）”，其所倡导 “加拿大帝国主义（英文：Canadian Imperialism）” 的意识形态；在加拿大历史学家 Carl Berger 1970年代的著作《权力的辨别（The Sense of Power）》中，阐明了加拿大帝国主义与加拿大民族主义间的不同。较为知名的加拿大帝国主义者有乔治·门罗·格兰特，乔治·罗伯特·柏堅爵士 ，李科克及乔治·泰勒·丹尼森三世。

## 阻碍
帝国联邦的主要阻碍之一便是殖民民族主义，因为帝国联邦所构想的帝国议会将由大量互相竞争的利益集团组成，而赋予该议会以议会至上的权力将导致帝国议会的权力向殖民地与自治领的地方议会转移。澳大利亚总理 Alfred Deakin认为帝国联邦运动将导致自治领在国际关系中的影响力提升，并最终暨越帝国的国防和外交政策，令帝国联邦无法有效的执行其权利，将其视之一种令自治领走向独立的方法。事实上，帝国联邦同盟的殖民地分部比其伦敦总部在1896年因内部纷争而解散后仍然运作。
尽管时任英国殖民地事务大臣的约瑟夫·张伯伦在1895年到1903年间，对帝国联邦抱有同情，他曾提议建立一个永久的帝国咨议会（英文：Imperial Council / Council for the Empire）用以团结各个殖民地政府并通过相关的殖民地法律，但该提议在1897年级1902年的殖民地会议上遭到否决，原因为帝国咨议会的建立将剥夺各个自治领既有的自治权；类似的，他提议对帝国的武装力量进行统一化的议案也遭之否决。在随后的帝国会议上，帝国优先贸易（英文：Imperial Preferential Trade）的提案被英国自由党政府因其自由贸易的立场被否决，直到1932年的大英帝国经济会议（亦为1932年帝国会议），因为受到大萧条的影响，各大英帝国成员国最终同意建立帝国关贸优先权（英文：Imperial Preference）；尽管如此，帝国的贸易优先制度仍在第二次世界大战后便消亡。

## 衰落及当代情况
对帝国联邦运动的支持在第一次世界大战爆发后逐渐减少，战争期间，因为大英帝国作为一个整体对同盟国宣战，其位于海外的殖民地不得不加入这场主要在欧洲大陆发生的战争，各个自治领的国族认同逐渐增强，其中以澳大利亚与加拿大最为显著。另一方面，国防与帝国合作的事务被帝国会议机制部分性的解决了，而英国国内增长的对殖民地的怜悯倾向使得自治领政府逐渐走向独立，最终以贝尔福宣言和1931年威斯敏斯特法令收场。1937年帝国会议，帝国联邦的构想最后一次在政府层面进行讨论，但构想随着帝国会议的解散一同退出历史舞台。大英帝国统一的理念在第一次世界大战后被莱昂内尔·柯蒂斯及圆桌运动（英文：Round Table movement）所延续，并直至英联邦与皇家英联邦学会的建立，最终影响了现代英联邦的构成。
2016年后，随着英国脱欧事件的发生，许多曾经出现在帝国联邦构想中的理念在CANZUK运动中重获新生，批判者认为CANZUK运动如帝国联邦一样，无视了地缘上的距离及其对贸易伙伴的影响，并认为其所关心历史连接并不会产生任何经济上的效益；与历史上类似的是，CANZUK运动的支持者则表示科技的进步已经使得从墨尔本到伦敦仅需一天时间得以完成。